# Hans Leu il Giovane
Hans Leu il Giovane (in tedesco: Hans Leu der Jüngere; Zurigo, c. 1485-90 – Gubel, 24 ottobre 1531) è stato un pittore svizzero.

## Biografia
Figlio del pittore Hans Leu il Vecchio, si formò molto probabilmente nella bottega del padre, del quale risulta assistente nel 1504. Dopo l'apprendistato ne rilevò la bottega.
La scarsità di commissioni importanti lo spinse ad arruolarsi e a combattere nella battaglia di Marignano nel 1515. Sempre nello stesso anno, in modo illecito, entrò come soldato mercenario al servizio del duca Ulrico di Württemberg, atto di cui dovette rispondere in tribunale.
Nel 1523 assistette agli episodi di iconoclastia che portarono, tra gli altri, alla distruzione di gran parte delle sue stesse opere di carattere sacro e di quasi tutte quelle del padre; per questo, si schierò contro la nuova fede protestante e probabilmente trasferì la sua attività a Lucerna.
Nel 1526-27 si adeguò alle mutate condizioni e aderì alla Riforma zurighese. Sul piano artistico, invece, si dedicò alla rappresentazione paesaggistica. L'arte di Hans Leu, radicata nella tradizione sacra medievale, si caratterizzava per la rappresentazione di una natura pervasa di panteismo. In tal senso le sue opere, di notevole qualità, evidenziano affinità con le opere della scuola tedesca della cerchia di Hans Baldung e Albrecht Altdorfer.
Nel 1531 prese parte alle trattative della pace di Aarau, che non ebbero buon esito; morì poco tempo dopo nella battaglia di Gubel, durante la seconda guerra di Kappel, combattendo al fianco dei riformati.
Si sposò due volte: la prima con Verena Ott, figlia di Hermann, consigliere di Zurigo; la seconda con Margreth Haldenstein.